# Abisme (religió)
Un abisme és una profunditat sense fons i, per extensió, qualsevol lloc profund. La paraula sol usar-se per a al·ludir a un pou, ja siga el fons més profund de l'oceà o l'Infern. Procedeix del grec αβυσσος, "sense fons", forma que pot provenir del sumeri Abzu (en acadi Apsu), "aigües profundes".
Com a regió cosmològica està present a la mitologia babilònica, egípcia, grega, jueva (la Càbala, l'Oració de Manasés i altres llibres fonamentals) i cristiana.
Segons l'obra Greek and English Lexicon to the New Testament (Londres, 1845, pàg. 2), el terme grec αβυσσος (á·bys·sos) significa "molt o summament fondo". Per al Greek-English Lexicon (de Liddell i Scott, Oxford, 1968, pàg. 4), el significat és "insondable, il·limitat". La Septuaginta grega ho utilitza en general per a traduir la paraula hebrea tehóhm (profunditat aquosa), com al Gènesi 1:2; 7:11.
De la idea general de profunditat, el terme va adquirir el significat de "lloc dels morts", si bé aparentment mai va arribar a ser el mateix que el She'ol. Segons la Bíblia hebrea, és la presó dels esperits malvats d'on ocasionalment ixen per causar maldat, i on Satanàs està condemnat a habitar.
Sota l'altar del temple de Jerusalem es creia que hi havia un passatge que portava a l'abisme del món, on descansava una pedra fundacional de la terra. En la cosmografia rabínica l'abisme és una regió de Gehena situada sota el llit de l'oceà i dividida en tres o set parts superposades una sobre una altra. En la Càbala l'abisme, com un obertura cap a l'inframon, és l'estatge d'esperits malvats i es correspon amb l'obertura de l'abisme cap al món superior. En general l'abisme es considera vagament com un lloc d'extensió indefinida, habitada de misteri i dolor.
Al Gènesi (1,2) significa l'abisme primigeni de les aigües anterior a la creació del món. Aquest significat equival molt probablement al babiloni Tiamat i a l'egipci num.
En la mitologia grega és la presó dels enemics de Zeus.
Al Nou Testament té significat de lloc habitat per dimonis (Lc 8, 31) i presó on està internat el Diable (Rm 10,7; Ap 20,2).